# Mihtarlam (Distrikt)
Der Distrikt Mihtarlam (auch Metharlam, Methar Lam, Mitharlam, Mihterlam geschrieben, paschtunisch مهترلام ولسوالۍ, persisch ولسوالی مهترلام) in der Provinz Laghman verfügt über 24 größere und 269 kleinere Dörfer.
Er befindet sich im Zentrum Laghmans, und hier befindet sich auch die Provinzhauptstadt Mihtarlam. Der Name Mihtarlam leitet sich von Mihtarlam Baba ab, der angeblich der Vater des Propheten Noach war. Der Distrikt grenzt im Westen an die Provinz Kabul, im Norden an die Distrikte Alishing und Alingar sowie im Süden an den Distrikt Qarghayi. Die Fläche beträgt 429,7 Quadratkilometer und die Einwohnerzahl 151.970 (Stand: 2022). 2009 betrug die Einwohnerzahl 117.200, davon überwiegend Paschtunen, Tadschiken und Pashaien.
Der den Distrikt durchströmende Fluss Alishing mündet südlich der Stadt Mitharlam in den Alingar, einen linken Nebenfluss des Kabul-Flusses. Die Haupteinnahmequelle des Bezirks ist die Landwirtschaft. Jedoch suchen viele junge Männer Arbeit im Iran und in Pakistan. Ein Großteil der Häuser wurde durch den Krieg in Afghanistan zerstört, weshalb viele Menschen flohen.